# 城巴72A線
城巴72A線是香港島一條來往深灣、黃竹坑和銅鑼灣的路線，方便黃竹坑居民來往銅鑼灣。

## 歷史
- 1982年5月17日：投入服務，由中華巴士營運，行走黃竹坑邨及銅鑼灣（摩頓台）之間。當時本線袛於平日早上提供服務，以輔助72線。當本線服務期間，72線不會繞經黃竹坑邨。
- 1993年9月1日：改由城巴接辦，並提升至平日全日服務，完全取代72線於黃竹坑邨的服務。
- 1994年1月3日：配合城巴重組72、72A、72B線，本線再提升至每天全日服務，並取代72B的服務；週六及假日部份班次繞經海洋公園，以方便往海洋公園遊玩的市民。
- 2002年7月29日：黃竹坑邨總站延長至深灣。
- 2014年1月25日：本線全部班次不經海洋公園。[1]
- 2017年12月15日：增設實時抵站時間查詢服務。
- 2018年9月30日：南朗山道的南朗山道巴士總站啟用及黃竹坑臨時巴士總站關閉，往銅鑼灣方向遷移至陳白沙紀念中學。[2]
- 2023年9月11日：因應75縮減至星期一至五繁忙時間服務，提早來回方向每日頭班車時間及加強非繁忙時段班次。[3]。

## 服務時間及班次
| 深灣開               | 深灣開      | 深灣開       | 銅鑼灣（摩頓臺）開   | 銅鑼灣（摩頓臺）開 | 銅鑼灣（摩頓臺）開 |
| 日期                 | 服務時間    | 班次（分鐘） | 日期                 | 服務時間           | 班次（分鐘）       |
| -------------------- | ----------- | ------------ | -------------------- | ------------------ | ------------------ |
| 星期一至五           | 05:10-06:00 | 25           | 星期一至五           | 05:50-07:00        | 35                 |
| 星期一至五           | 06:30       | 06:30        | 星期一至五           | 07:00-09:00        | 30                 |
| 星期一至五           | 07:00-08:40 | 25           | 星期一至五           | 09:00-16:20        | 20                 |
| 星期一至五           | 08:40-16:00 | 20           | 星期一至五           | 16:20-16:45        | 25                 |
| 星期一至五           | 16:00-19:00 | 30           | 星期一至五           | 16:45-19:15        | 30                 |
| 星期一至五           | 19:00-23:00 | 20           | 星期一至五           | 19:15-19:40        | 25                 |
| 星期一至五           | 23:30       | 23:30        | 星期一至五           | 19:40-00:20        | 20                 |
| 星期六、日及公眾假期 | 05:10-06:00 | 25           | 星期六、日及公眾假期 | 05:50-06:40        | 25                 |
| 星期六、日及公眾假期 | 06:00-23:00 | 20           | 星期六、日及公眾假期 | 06:40-00:20        | 20                 |
| 星期六、日及公眾假期 | 23:30       |              |                      |                    |                    |

## 收費
全程：$5.8
- 過香港仔隧道後往銅鑼灣（摩頓臺）：$4.4
- 過香港仔隧道後往深灣：$3.9

| - 本線設有12歲以下小童及65歲或以上長者半價優惠。 - 65歲或以上香港居民使用「樂悠咭」，以及12歲以下合資格殘疾兒童使用「殘疾人士身份」個人八達通繳付車資，均可享有每程$2.0或半價（以較低者為準）的票價優惠；12至64歲合資格殘疾人士使用「殘疾人士身份」個人八達通（包括「樂悠咭」），以及60至64歲香港居民使用「樂悠咭」繳付車資，均可享有每程$2.0或全費（以較低者為準）的票價優惠。 - 65歲或以上長者如使用長者或一般個人八達通繳付車資，則只可享有半價優惠；12至64歲合資格殘疾人士如不使用「殘疾人士身份」個人八達通，以及60至64歲人士如不使用「樂悠咭」繳付車資，必須繳付全費。 - 乘客可以現金或八達通於上車時付款，不設找續。 - 每位成人乘客可免費攜帶最多兩名4歲以下而不佔座位的兒童乘客乘車，超額之4歲以下小童必須繳付小童車費乘車。 - 九龍巴士、城巴及龍運巴士全職員工及家屬（不包括外判職員）可免費乘搭本路線，惟必須拍職員或職員家屬八達通。 - 乘客亦可使用AlipayHK「易乘碼」、支付寶、WeChatHK／微信支付「搭車碼」、銀聯雲閃付「乘車碼」及BOC Pay「乘車碼」、具有感應式支付功能的VISA、Mastercard及銀聯卡，以及Apple Pay、Google Pay及Samsung Pay流動支付平台繳付車資。使用此支付方式的乘客可享有中途下車之分段收費，以及與其他城巴獨營路線或聯營線城巴班次之轉乘優惠，惟不適用於與非城巴路線之轉乘優惠。乘客亦不能享有「公共交通費用補貼計劃」及「長者及合資格殘疾人士公共交通票價優惠計劃」。 |

### 八達通轉乘優惠
乘客登上本線後指定時間內以同一張八達通卡轉乘以下路線，或從以下路線登車後指定時間內以同一張八達通卡轉乘本線，次程可獲車資折扣優惠：
72A←→70、90、97
- 70、90或97往南區 → 72A往深灣，次程車資全免，轉乘時限為90分鐘，於香港仔隧道後轉乘

72A←→71、73
- 72A往銅鑼灣 → 71往中環，回贈首程車資，轉乘時限為60分鐘
- 72A往銅鑼灣 → 73往赤柱，次程可獲$2折扣優惠，轉乘時限為90分鐘
- 71往黃竹坑或73往數碼港 → 72A往深灣，次程車資全免，轉乘時限為90分鐘

72A←→25A，次程可獲$1折扣優惠，轉乘時限為90分鐘
- 72A往銅鑼灣 → 25A往寶馬山
- 25A往灣仔 → 72A往深灣

## 使用車輛
現時行走72A線的車輛多為富豪B9TL 11.3米（95XX）及亞歷山大丹尼士Enviro 500（81XX-84XX、91XX）。

## 行車路線
深灣開經：深灣道、南朗山道、黃竹坑道、香港仔隧道、黃泥涌道、摩理臣山道、天樂里、軒尼詩道、怡和街及銅鑼灣道。
銅鑼灣（摩頓臺）開經：銅鑼灣道、摩頓臺、高士威道、伊榮街、邊寧頓街、怡和街、軒尼詩道、堅拿道巴士專線、堅拿道東、摩理臣山道、黃泥涌道、香港仔隧道、黃竹坑道、南朗山道及深灣道。

### 沿線車站

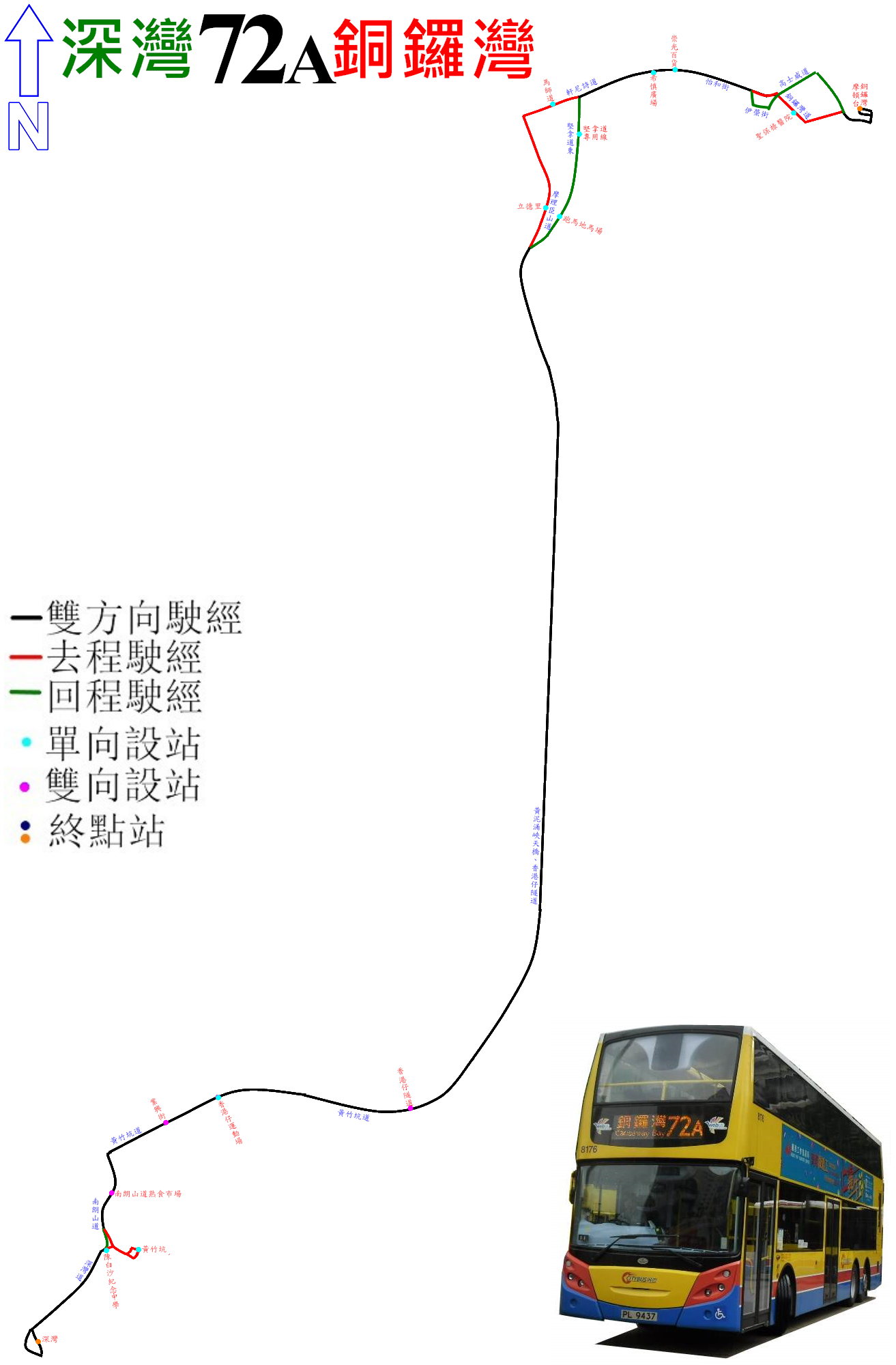
本線的走線圖

| 深灣開 | 深灣開               | 深灣開                   | 銅鑼灣（摩頓臺）開 | 銅鑼灣（摩頓臺）開   | 銅鑼灣（摩頓臺）開       |
| 序號   | 車站名稱             | 位置                     | 序號               | 車站名稱             | 位置                     |
| ------ | -------------------- | ------------------------ | ------------------ | -------------------- | ------------------------ |
| 1      | 深灣                 | 深灣公共運輸交匯處       | 1                  | 銅鑼灣（摩頓臺）     | 銅鑼灣（摩頓台）巴士總站 |
| 2      | 黃竹坑（南朗山）     | 黃竹坑巴士總站           | 2                  | 希慎廣場             | 軒尼詩道                 |
| 3      | 南朗山道熟食市場     | 南朗山道                 | 3                  | 堅拿道巴士專用線     | 堅拿道巴士專線           |
| 4      | 業興街               | 黃竹坑道                 | 4*                 | 跑馬地馬場           | 摩理臣山道               |
| 5      | 香港仔隧道巴士轉乘站 | 黃竹坑道                 | 5                  | 香港仔隧道巴士轉乘站 | 黃竹坑道                 |
| 6      | 立德里               | 摩理臣山道               | 6                  | 黃竹坑遊樂場         | 黃竹坑道                 |
| 7      | 馬師道               | 軒尼詩道                 | 7                  | 業興街               | 黃竹坑道                 |
| 8      | 崇光百貨             | 軒尼詩道                 | 8                  | 南朗山道熟食市場     | 南朗山道                 |
| 9      | 聖保祿醫院           | 銅鑼灣道                 | 9                  | 陳白沙紀念中學       | 南朗山道                 |
| 10     | 銅鑼灣（摩頓臺）     | 銅鑼灣（摩頓台）巴士總站 | 10                 | 深灣                 | 深灣公共運輸交匯處       |

## 外部連結
- 城巴/新巴官方路線資料 （页面存档备份，存于）